# Ink (film)
Ink (Po drugiej stronie) – amerykański film science fiction z 2009 roku. Reżyserem i scenarzystą jest Jamin Winans.

## Produkcja i dystrybucja
Film został wyprodukowany przez niezależną firmę producencką Winners, Double Edge Films, we współpracy z operatorem Jeffem Pointerem w okolicach Denver w stanie Kolorado. Zalicza się do kina niezależnego.
Swoją premierę miał na Santa Barbara International Film Festival 23 stycznia 2009 roku oraz w Denver, na festiwalu filmowym – Cancun Film Festival, gdzie zdobył nagrodę w kategorii „Best International Feature Award”. Film był szeroko rozpowszechniony w sieci typu P2P.

## Fabuła
Pewnej nocy dusza ośmioletniej Emmy (Quinn Hunchar) zostaje porwana przez Inka i uwięziona po drugiej stronie. Ona sama zaś zapada w śpiączkę, zagrażającą jej życiu. Na ratunek ruszają jej Gawędziarze, postacie z innego wymiaru, którym pomaga niewidomy Tropiciel – Jacob. Razem toczą walkę ze zmorami, które przychodzą do ludzi w snach by wywoływać koszmary. Ojciec Emmy, John Sullivan (Chris Kelly), skupiony na swojej karierze zawodowej, po śmierci żony zostawił Emmę z dziadkami. Gawędziarze proszą go by udał się do szpitala i by był przy Emmie. Nie wie jednak, że jest manipulowany przez istoty z innego wymiaru, które podświadomie podsycają jego ego i gniew wobec zdesperowanych teściów. Do akcji wkraczają Gawędziarze, próbując zapętlić wydarzenia i czas tak, by ojciec Emmy udał się do szpitala. Jego obecność może uratować jego córkę. Rozpoczyna się walka po drugiej stronie.

## Obsada
- Christopher Soren Kelly jako John Sullivan
- Quinn Hunchar jako Emma
- Jessica Duffy jako Liev
- Jennifer Batter jako Allel
- Jeremy Make jako Jacob
- Shannan Steele jako Shelly Sullivan
- Eme Ikwuakor jako Gabe
- Shelby Malone jako Sarah
- Steve Sealy jako Ron Evans
- Kathy Cagney jako Kathy Evans
- Marty Lindsey jako Władca Zmór